# Parti-cartel
Le parti-cartel, théorisé pour la première fois par Richard.S.Katz et Peter Mair en 1995, désigne un type de parti politique organisé en cartel, c’est-à-dire rattaché directement à l’appareil d’État dont il utilise les ressources pour assurer sa propre survie.

## L’émergence des partis-cartels[1]
En réponse à la théorie établie par Maurice Duverger sur le caractère immuable du parti de masse, Katz et Mair soutiennent la capacité des partis à s’adapter à leur environnement politico-social. En conséquence, ils observent une évolution des relations entre la société civile, les partis politiques et l’État. Ils dressent, ainsi, une typologie selon les rapports que ces trois entités entretiennent au cours du temps.  

### Régimes libéraux censitaires dirigés par les élites
Ces régimes, caractéristiques de la fin du XIXe siècle et du début du XXe siècle, voient leur électorat restreint par un suffrage censitaire. La distinction entre la société civile et l’État est donc inexistante, puisque les individus bénéficiant du droit de vote sont, par intérêt ou par liens familiaux, directement liés aux gouvernants. 
Cependant, avec l’industrialisation et l’urbanisation progressive des villes, les masses populaires se trouvent désormais dans la capacité de payer le cens, élargissant et diversifiant considérablement l’électorat, jusqu’alors accaparé par la bourgeoisie. C’est dans ce contexte que les partis de masse émergent. 

#### Partis de masses
La force de ces partis dépend du nombre de leurs adhérents et des actions collectives qu’ils organisent afin de faire valoir leurs revendications. Pour la première fois, des partis déclarent leur volonté de ne représenter l'intérêt que d’une partie de la population et non la population dans son ensemble. L’émergence de ce nouveau modèle de partis ainsi que la mise en place du suffrage universel a creusé un fossé entre la société civile et l’État, fossé comblé par l’action des partis politiques. 
Afin de conserver leur influence, les partis élitaires ont dû trouver un moyen de s’adapter à ce changement de dynamique, d’où l’apparition des partis attrape-tout. 

##### Partis attrape-tout (Catch-All-Parties)
Comme son nom l’indique, ces types de partis tendent à agrandir leurs réseaux d’adhérents sans limiter leur champ d’action à des classes particulières. De ce fait, ils prétendent vouloir représenter un intérêt national unique et non une identité sociale précise. Pour survivre, les partis anciennement de masse ont dû également adopter ce mode de fonctionnement. En 1966, Otto Kirchheimer souligne la conséquence principale de ce modèle sur les discours de « droite » et de « gauche »: ils se mélangent pour devenir de plus en plus similaires. En conséquence, les relations entre les partis et la société civile s’érodent quand le lien entre les partis et l'État se renforcent. 
L’interpénétration croissante des structures partisanes et étatiques conduit à une crise des partis attrape-tout accompagnée d’une cartellisation des partis politiques. 

## Caractéristiques
La traduction en français du cartel party anglophone est maladroite, car les auteurs veulent désigner des partis formant un cartel (et non un parti étant lui-même un cartel). Certains auteurs proposent de traduire plutôt l’expression par « parti en cartel » ou « parti de cartel » ou encore « parti cartellisé »

### Caractéristiques de fonctionnement du modèle «parti-cartel»
Comme indiqué plus tôt, les partis-cartels se caractérisent par l'interpénétration des structures partisanes et étatiques. Ainsi, la société civile adresse ses demandes à l’État sans passer par l’intermédiaire des partis puisqu’ils sont eux-mêmes devenus des sortes d’agences semi-étatiques. De plus, la relation unissant ces partis se dessine comme une conspiration inter-partisane visant à assurer leur survie. Donc, un nouveau contrôle et une réduction de la compétition politique voit le jour.
Le parti est centralisé, il développe son activité depuis son siège. En conséquence, l’adhésion est facilitée par la possibilité d'affiliation directe au parti national diminuant ainsi le rôle des relais locaux.

#### Caractéristiques propres à la compétition électorale dans le modèle du «parti-cartel»
Les campagnes sont de nature financière, professionnelle et centralisée, elles dépendent des subventions et autres aides publiques. 
L’accent est également mis sur l’utilisation des moyens de communication avec une allocation d’une part des ressources à l’emploi d’experts, de professionnels des médias et de la publicité. Les programmes politiques se ressemblent de plus en plus. Avec la cartellisation des partis politiques, le perdant de la compétition électorale ne se voit pas privé de son accès aux moyens de communication ni même de son accès aux subventions de l’État. Donc, les ententes partisanes réduisent l’impact des votes sanctionnant, mettant à l’écart, un parti. Le coût de la défaite électorale est alors réduit. 

##### Acteurs du modèle «partis-cartels»
L’activité politique devient une profession à part entière dans laquelle il faut savoir faire preuve d’une capacité de gestionnaire public. Ils forment ensemble des partenariats de professionnels et non des associations de citoyens, ni même des associations agissant pour les citoyens. 
La distinction entre membres et non-membres s’efface puisque les partis invitent leurs soutiens à participer à différentes activités et décisions 

### Tableau récapitulatif réalisé par Katz & Mair (traduction de l’anglais vers le français)[1]
| Caractéristiques                                            | Parti de Cadres                                                                       | Parti de Masse | Parti Attrape-Tout | Parti-cartel |
| ----------------------------------------------------------- | ------------------------------------------------------------------------------------- | --- | --- | --- |
| Époque                                                      | XIXe siècle                                                                           | 1880-1960 | 1945 - ... | 1970- ... |
| Degré de participation sociopolitique                       | Suffrage censitaire                                                                   | Franchise et suffrage censitaire                                                                                    | Suffrage universel | Suffrage universel |
| Degré de distribution des principales ressources politiques | Très restreint                                                                        | Relativement concentré                                                                                              | Moins concentré | Relativement diffus |
| Principaux objectifs de la politique                        | Distribution des privilèges                                                           | Réforme sociale (ou opposition à celle-ci)                                                                          | Amélioration sociale | Profession politique |
| Fondement de la compétition politique                       | Statut social                                                                         | Capacité de représentation                                                                                          | Efficacité politique | Capacité managériale |
| Type de compétition électorale                              | Contrôlée                                                                             | Mobilisation | Compétition ouverte | Maîtrisée |
| Nature des campagnes et du travail partisan                 | Sans objet                                                                            | Travail intensif et terrain                                                                                         | Travail intensif de terrain et investissement en capital                                                                                               | Investissement en capital |
| Principale origine des ressources                           | Contact personnels                                                                    | Cotisations et contributions                                                                                        | Contributions diverses | Subventions publiques |
| Relations entre les membres ordinaires et les cadres        | Les élites sont les membres "ordinaires"                                              | Bottom-up Les élites sont responsables devant les membres                                                           | Top-down Les adhérents sont des relais pour les élites                                                                                                 | Stratarchie et autonomie |
| Caractéristiques de l'adhésion                              | Limitée et élitiste                                                                   | Élargie et homogène : recrutée activement et intégrée; adhésion identitaire et accent sur les droits et obligations | Adhésion ouverte et encouragée (hétérogène): accent sur les droits plutôt que les obligations; adhésion moins importante pour l'identité des individus | Ni droit ni obligation importante (faible distinction entre membres et non-membres); accent sur les individus plutôt que sur le collectif, contribution à une légitimité artificielle |
| Canaux de communication                                     | Réseaux interpersonnels                                                               | Organes du parti | Compétition entre partis pour l'accès aux médias non partisans                                                                                         | Accès privilégié à des canaux de communication régulés par l'État |
| Position du parti entre société civile et État              | Frontières floues entre l'État et les strates politiquement pertinentes de la société | Le parti appartient à la société et d'abord à ses segments politiques émergents                                     | Partis comme courtiers concurrents entre société et État                                                                                               | Partis intégrés dans l'État |
| Style de représentation                                     | Gérant                                                                                | Délégué | Entrepreneur | Agent de l'État |

## Le parti-cartel en pratique
Selon Katz et Mair, le fonctionnement politique de certains pays serait plus à même d'accueillir des partis-cartels. Ils avancent trois critères indispensables au développement de ce modèle : la tradition d’une coopération inter-partisane, l’existence de financement étatique ainsi que de favoritisme partisan dans les nominations aux postes stratégiques.
L’Allemagne en est un exemple saillant. Le souvenir des dérives autoritaires du XXe siècle a poussé l’Allemagne à développer un système de coalition dans lequel obtenir une majorité absolue est particulièrement difficile pour un parti. Ainsi de 2013 à 2017, le CDU, le CSU et le SPD constituaient une coalition. Il est intéressant de noter que le parti libéral, pourtant présent dans les deux coalitions antérieures avait alors été écarté par le parti de Merkel par leurs électeurs à cause du rapprochement de leurs programmes. Deuxièmement, l’Allemagne et plus précisément la Parteiengesetz, financent les partis politiques en fonction du nombre de voix qu’ils ont obtenues et des ressources dont ils disposent déjà. Enfin, la nomination stratégique visant à ancrer le compromis est une pratique également répandue, qu’il est néanmoins plus difficile d’appréhender étant donné son caractère informel.
En revanche, le Royaume-Uni n’est pas un système dans lequel les partis cartels peuvent prospérer. En effet, les partis n’opèrent pas à une coopération, mais à une opposition frontale qui cristallise le concept même d’opposition inter partis. Cette confrontation se remarque jusque dans la disposition de la Chambre des communes anglaise, où le parti majoritaire et le parti d’opposition se dressent l’un contre l’autre. De plus, il n’existe pas de financement de partis de la part de l’État, la législation impose essentiellement un plafonnement des dépenses électorales et une transparence des partis sur leurs dépenses. Toutefois, certaines aides budgétaires existent comme l’accès gratuit à la télévision,,.

## Implications supplémentaires des partis-cartels
Érigés en véritable instance de l’État, les partis cartellisés ne jouent plus le rôle d’intermédiaire entre les demandes de la société civile et l’État. Donc, les demandes des citoyens sont directement dirigées vers l’État. Ce vide laissé par les partis-cartels en tant qu’instrument d’articulation entre la société civile et l'État est alors remplacé par des organisations d’intérêt (e.g. syndicats), qui eux-mêmes se greffent peu à peu aux partis-cartels, et ne reflètent en réalité plus que les demandes des partis. Cette affiliation est qualifiée de néo-corporatisme. Ce-dernier favorise la limitation de la compétition politique et la stabilité du système, faisant de l’échéance électorale un moment stabilisateur plutôt que de changement social.
La dépendance étroite des partis cartellisés à l’État et leur fonctionnement néo-corporatiste entraînent une organisation stratarchique[Quoi ?] des relations entre les membres du parti. La stratarchie, terme préalablement forgé par Samuel Eldersveld, désigne l’autonomie relative des différents niveaux organisationnels accompagnée d’une atomisation des adhérents. Dans une stratarchie, contrairement à la hiérarchie, la distribution du pouvoir s’effectue à-travers différents niveaux, de façon aussi bien verticale qu’horizontale.  
Intrinsèquement, le fonctionnement du modèle comporte des failles. Parce qu’ils doivent s’assurer leur position, et que pour cela, ils procèdent à un rapprochement programmatique, les partis ne jouent plus un relais démocratique suffisant pour être vus comme légitimes, ce qui conduit à une désaffection plus grande encore des partis de la part des citoyens. De plus, cet argument peut être réutilisé par les partis hors cartel pour dénoncer ce-dernier, la cartellisation constituant un pain bénit pour dénoncer le système (i.e. de cartellisation), mais qui, par extension, peut désigner le système démocratique lui-même.

## Vers une nouvelle forme de partis: Les post-partis-cartels?
Si on suit le raisonnement de Katz et Mair, l’évolution des partis est influencée par la conjoncture sociopolitique, ainsi, les partis-cartels ne peuvent être définis comme l’ultime forme partisane. En effet, des auteurs comme Yishai théorisent la montée des partis “post-cartels” dans les démocraties avancées. Ces partis ont su conserver leurs liens avec les organisations de soutiens externes, reconnectant la société et le parti, contrairement aux partis complètement institutionnalisés négligeant de plus en plus leur base électorale,.